# Aleksandr Paniuszkin
Aleksandr Siemionowicz Paniuszkin (ros. Алекса́ндр Семёнович Па́нюшкин; ur. 1?/14 sierpnia 1905 w Samarze, zm. 12 listopada 1974 w Moskwie) – w latach 1947–1952 ambasador Związku Radzieckiego w Stanach Zjednoczonych (Waszyngton), Chinach i na Kubie, generał major.

## Życiorys
Służbę w organach bezpieczeństwa i wywiadu rozpoczął w październiku 1927 roku, w Zjednoczonym Państwowym Zarządem Politycznym. Zajmował różne stanowiska w tej instytucji m.nin: jako szef wydziałów OGPU/NKWD, m.in. pod koniec lat trzydziestych był szefem Wydziału 3 Specjalnego NKWD, zajmującego się przeszukaniami aresztowaniami i obserwacją. Od lipca 1939 do września 1944 rezydent NKWD/NKGB/NKWD/NKGB w Chinach, od 20 lutego 1941 do 5 października 1952 członek Centralnej Komisji Rewizyjnej WKP(b), od 5 września 1944 do 30 maja 1947 był I zastępcą szefa Wydziału Informacji Międzynarodowej KC WKP(b), a od 30 maja do listopada 1947 głównym sekretarzem Komitetu Informacji Rady Ministrów ZSRR. Od 25 października 1947 do 12 czerwca 1952 ambasador nadzwyczajny i pełnomocny ZSRR w USA, jednocześnie od listopada 1947 do czerwca 1952 rezydent MGB w USA, później od 13 czerwca 1952 do 10 marca 1953 ambasador nadzwyczajny i pełnomocny ZSRR w Chinach, od 14 października 1952 do 14 lutego 1956 zastępca członka KC KPZR. Na początku 1953 roku, przeszedł dodatkowe przeszkolenie w szkole Ministerstwa Bezpieczeństwa Państwowego.
Od 17 lipca 1953 do 13 marca 1954 był członkiem Kolegium Ministerstwa Spraw Wewnętrznych ZSRR, od 18 lipca 1953 kierował Drugim Zarządem Głównym MSW ZSRR. Po utworzeniu Komitetu Bezpieczeństwa Państwowego przy Radzie Ministrów ZSRR od 13 marca 1954 do 23 czerwca 1955 był członkiem Komitetu, a od 17 marca 1954 do 23 czerwca 1955 – szefem Pierwszego Zarządu Głównego KGB, zajmującego się wywiadem zagranicznym. Na tym stanowisku osobiście zajmował się m.in. przygotowaniami do zamordowania przez Nikołaja Chochłowa, zawodowego zabójcę z KGB, Gieorgija Siergiejewicza Okołowicza, jednego z liderów organizacji NTS na terenie Niemiec Zachodnich. Osobiście nadzorował także szkolenie innego zawodowego zabójcy, Bohdana Staszynskiego, który dokonał zabójstwa Lwa Rebeta. Paniuszkin odszedł ze stanowiska szefa PZG w 1955 roku.

## Odznaczenia
- Order Lenina (trzykrotnie)
- Order Rewolucji Październikowej
- Order Czerwonego Sztandaru (trzykrotnie)
- Odznaka „Honorowy Pracownik Czeki/OGPU” (XV) (30 kwietnia 1939)

Otrzymał również 9 innych medali.